# Столичний регіон (Данія)
Столичний регіон (дан. Region Hovedstaden) — адміністративний регіон в Данії, утворений 1 січня 2007 року в рамках адміністративної реформи, коли традиційний поділ країни на 14 амтів змінила нова система поділу на п'ять регіонів. Також було скорочено кількість муніципалітетів із 270 до 98.

## Загальний огляд
До складу Столичного регіону входять 29 муніципалітетів. Населення станом на 2013 рік становило 1 732 068 осіб, а площа — 2561 км². До Столичного регіону належить Копенгаген, столиця Данії. Сам регіон розташовується на північному сході острова Зеландія, на острові Борнгольм та інших островах. До 2007 року на його території розміщалися амти Копенгаген, Фредіріксборг і Борнгольм. Хоча за фактом Столичний регіон існував і раніше, юридично це не було закріплено.